# 高瑜 (1985年)
高瑜（1985年1月—），内蒙古自治区包头市人，中华人民共和国政治人物。

## 生平
1985年1月，高瑜出生在内蒙古自治区包头市。2002年，高瑜考入内蒙古大学化学（基地）专业学习。
2006年6月，高瑜加入中国共产党。同年8月，高瑜成为包头市九原区沙河街道办事处的一名科员，期间取得首都经济贸易大学城市学院管理学硕士学位。2008年11月，高瑜转任包头市九原区团委科员。
2009年3月，高瑜又转任包头市纪委办公厅综合信息处科员，一年后成为副科级检查员，2012年11月成为秘书处副处长，2014年8月成为机关党委专职副书记兼组织部副部长，2016年5月成为办公厅副主任，2018年3月成为纪委监委办公室副主任。
2019年4月，高瑜调入包头市人民政府外事办公室出任副主任、党组成员。2020年7月，高瑜调任包头市昆都仑区人民政府副区长，次年4月兼任林荫路街道党工委书记。
2021年6月，高瑜调任中共固阳县委副书记、县人民政府代县长，次年1月正式担任县长。

### 落马
2023年11月8日，高瑜辞去包头市第十六届人民代表大会代表职务。11月30日，包头市人大常委会决定罢免高瑜的自治区第十四届人民代表大会代表职务。
2024年8月7日，高瑜因严重违纪违法遭到开除党籍处分。